# Timur Zhamaletdínov
Timur Abdurashítovich Zhamaletdínov (en ruso: Тиму́р Абдураши́тович Жамалетди́нов; Moscú, 21 de mayo de 1997) es un futbolista ruso que juega en la demarcación de delantero para el F. C. Znamya Truda de la Liga de Fútbol Profesional de Rusia.

## Biografía
Tras formarse como futbolista con F. C. Lokomotiv Moscú, finalmente se marchó a la disciplina del P. F. C. CSKA Moscú. Subió al primer equipo del equipo ruso en 2014, haciendo su debut el 21 de septiembre de 2016 contra el F. C. Yenisey Krasnoyarsk en la Copa de Rusia. Su debut en liga lo hizo el 9 de abril de 2017 en un encuentro contra el F. C. Krasnodar.
En enero de 2019 fue cedido al Lech Poznań por una temporada y media. Finalizado el préstamo, regresó a Rusia y en agosto de 2020 fichó por el F. C. Ufa. En dos años allí disputó 45 partidos y anotó siete goles antes de marchar en septiembre de 2022 al F. C. SKA-Jabarovsk. En este equipo estuvo una temporada y en junio de 2023 continuó con su carrera en el F. C. Volgar Astrakhan, donde también permaneció una campaña antes de unirse al F. C. Shinnik Yaroslavl. Dejó este equipo a inicios de 2025 y en marzo fichó por el F. C. Znamya Truda.

## Clubes
| Club                    | País    | Año       | Partidos | Goles |
| ----------------------- | ------- | --------- | -------- | ----- |
| P. F. C. CSKA Moscú     | Rusia   | 2014-2019 | 41       | 5     |
| Lech Poznań (cedido)    | Polonia | 2019-2020 | 19       | 2     |
| F. C. Ufa               | Rusia   | 2020-2022 | 45       | 7     |
| F. C. SKA-Jabarovsk     | Rusia   | 2022-2023 | 20       | 4     |
| F. C. Volgar Astrakhan  | Rusia   | 2023-2024 | 31       | 7     |
| F. C. Shinnik Yaroslavl | Rusia   | 2024-2025 | 22       | 2     |
| F. C. Znamya Truda      | Rusia   | 2025-     | 14       | 12    |

## Palmarés

### Campeonatos nacionales
| Título             | Club                | País  | Año  |
| ------------------ | ------------------- | ----- | ---- |
| Supercopa de Rusia | P. F. C. CSKA Moscú | Rusia | 2018 |